# Ona Carbonell
Ona Carbonell Ballestero (Barcellona, 5 giugno 1990) è una sincronetta spagnola, vincitrice di una medaglia d'argento nel duo e una di bronzo nella gara a squadre ai Giochi olimpici di Londra 2012.

## Carriera
Ona Carbonell ha iniziato a praticare il nuoto sincronizzato all'età di 10 anni, dopo essersi dedicata in precedenza alla ginnastica ritmica. Le sue prime medaglie conquistate sono state l'argento e il bronzo vinti nella gara a squadre (rispettivamente nel programma libero e in quello tecnico) durante i mondiali di Melbourne 2007. Confermatasi nel frattempo un'atleta internazionale di alto livello, ha partecipato ai Giochi olimpici di Londra 2012 vincendo la medaglia d'argento nel duo, in coppia con Andrea Fuentes, e la medaglia di bronzo nella gara a squadre. Dopo il ritiro di Andrea Fuentes avvenuto nel 2013, Ona Carbonell ha iniziato a rappresentare la Spagna anche nel singolo. Alle Olimpiadi di Rio de Janeiro 2016 si presenta nel duo insieme alla veterana Gemma Mengual, piazzandosi al quinto posto.

## Palmarès
- Giochi olimpici

Londra 2012: argento nel duo, bronzo nella gara a squadre.
- Mondiali

Melbourne 2007: argento nel programma libero della gara a squadre e bronzo in quello tecnico.
Roma 2009: oro nel libero combinato, argento nella gara a squadre (programma libero e tecnico).
Shanghai 2011: bronzo nel duo (programma libero e tecnico) e nella gara a squadre (programma libero e tecnico).
Barcellona 2013: argento nella gara a squadre (programma libero e tecnico) e nel libero combinato; bronzo nel singolo (programma libero e tecnico) e nel duo (programma libero e tecnico).
Kazan 2015: argento nel programma tecnico del singolo e bronzo in quello libero.
Budapest 2017: argento nel singolo (programma tecnico e libero).
Gwangju 2019: argento nel singolo (programma tecnico e libero) e bronzo nell'highlight.
- Europei

Eindhoven 2008: oro nella gara a squadre.
Budapest 2010: argento nel duo, nella gara a squadre e nel libero combinato.
Eindhoven 2012: oro nella gara a squadre e nel libero combinato; argento nel duo.
Berlino 2014: argento nel singolo e nel libero combinato; bronzo nel duo e nella gara a squadre.
- Mondiali giovanili

Monterrey 2008: bronzo nel singolo.
- Europei giovanili

Belgrado 2008: argento nel singolo e nella gara a squadre; bronzo nel duo.

## Riconoscimenti
- LEN Award: 2014, 2019